# Donna Gould
Donna Gould, född 10 juni 1966, är en australisk friidrottare. Hon deltog vid olympiska sommarspelen 1984 och olympiska sommarspelen 1988.